# Sorotáptico (jezik)
Sorotáptico jezik (ISO 639: sxo; sorotaptijski), drevni jezik koji se u brončano doba govorio na Iberskom poluotoku, na području današnjeg Portugala i Španjolske.
Naziv ovog jezika iskovao je katalonski znanstvenik J. Corominas (Coromines) a govorilo ga je predkeltsko brončanodobno stanovništvo koje je poznato po nalazištima urni. Dolazi od grčkog sorós ‘pogrebne urne’ + thaptós ‘pokopan’.